# Бондар Яна Русланівна
Я́на Русла́нівна Бо́ндар (нар. 19 лютого 1991, с. Фурси, Білоцерківський район, Київська область) — українська біатлоністка, призерка чемпіонатів Європи та Універсіади.
Яна народилася в селі Фурси, закінчила Броварський спортінтернат. У збірній України з біатлону вона з 2012 року.

## Кар'єра вКубку світу
| 2015-2016 | Естерсунд | Естерсунд | Естерсунд | Естерсунд | Естерсунд | Гохфільцен | Гохфільцен | Гохфільцен | Поклюка | Поклюка | Поклюка | Рупольдінг | Рупольдінг | Рупольдінг | Рупольдінг | Рупольдінг | Рупольдінг | Антхольц | Антхольц | Антхольц | Канмор | Канмор | Канмор | Канмор | Преск-Айл | Преск-Айл | Преск-Айл | ЧС Хольменколен | ЧС Хольменколен | ЧС Хольменколен | ЧС Хольменколен | ЧС Хольменколен | ЧС Хольменколен | Ханти-Мансійськ | Ханти-Мансійськ | Ханти-Мансійськ | Підсумки | Підсумки | Підсумки |
| 2015-2016 | ОЗМ       | ЗМ        | Інд       | Спр       | Пер       | Спр        | Пер        | Ест        | Спр     | Пер     | МС      | Спр        | Пер        | МС         | Інд        | Ест        | МС         | Спр      | Пер      | Ест      | Спр    | МС     | ОЗМ    | ЗМ     | Спр       | Пер       | Ест       | ЗМ              | Спр             | Пер             | Інд             | Ест             | МС              | Спр             | Пер             | МС              | Очок     | Місце    |          |
| 2015-2016 | —         | —         | 60        | 71        | —         | —          | —          | —          | —       | —       | —       | —          | —          | —          | —          | —          | —          | —        | —        | 65       | —      | —      | —      | —      | 49        | 40        | —         | —               | —               | —               | —               | —               | —               | 58              | 54              | —               | 1        | 103      |          |

| 2014–2015 | Естерсунд | Естерсунд | Естерсунд | Естерсунд | Гохфільцен | Гохфільцен | Гохфільцен | Нове Место | Нове Место | Нове Место | Обергоф | Обергоф | Обергоф | Рупольдінг | Рупольдінг | Рупольдінг | Антерсельва | Антерсельва | Антерсельва | ЧС Контіолагті | ЧС Контіолагті | ЧС Контіолагті | ЧС Контіолагті | ЧС Контіолагті | ЧС Контіолагті | Поклюка | Поклюка | Поклюка | Ханти-Мансійськ | Ханти-Мансійськ | Ханти-Мансійськ | Хольменколен | Хольменколен | Хольменколен | Підсумки | Підсумки | Підсумки |
| 2014–2015 | ЗМ        | Інд       | Спр       | Пер       | Спр        | Ест        | Пер        | Ест        | Спр        | Пер        | Спр     | Ест     | МС      | Ест        | Спр        | МС         | Спр         | Пер         | Ест         | Спр            | Пер            | Інд            | МС             | ЗМ             | Ест            | Спр     | Пер     | МС      | Спр             | Пер             | МС              | Інд          | Спр          | Ест          | Очок     | Місце    |          |
| 2014–2015 | —         | —         | —         | —         | 85         | —          | —          | —          | 42         | 25         | —       | —       | —       | —          | —          | —          | —           | —           | —           | 36             | 29             | —              | —              | —              | —              | 64      | —       | —       | 62              | —               | —               | 71           | 14           | —            | 60       | 62       |          |

| 2013–2014 | Естерсунд | Естерсунд | Естерсунд | Естерсунд | Гохфільцен | Гохфільцен | Гохфільцен | Анессі | Анессі | Анессі | Обергоф | Обергоф | Обергоф | Рупольдінг | Рупольдінг | Рупольдінг | Антерсельва | Антерсельва | Антерсельва | ОІ Сочі | ОІ Сочі | ОІ Сочі | ОІ Сочі | ОІ Сочі | ОІ Сочі | Поклюка | Поклюка | Поклюка | Контіолагті | Контіолагті | Контіолагті | Хольменколен | Хольменколен | Хольменколен | Підсумки | Підсумки | Підсумки |
| 2013–2014 | ЗМ        | Інд       | Спр       | Пер       | Спр        | Ест        | Пер        | Ест    | Спр    | Пер    | Спр     | Пер     | МС      | Ест        | Інд        | Пер        | Спр         | Пер         | Ест         | Спр     | Пер     | Інд     | МС      | ЗМ      | Ест     | Спр     | Пер     | МС      | Спр         | Спр         | Пер         | Спр          | Пер          | МС           | Очок     | Місце    |          |
| 2013–2014 | —         | —         | —         | —         | —          | —          | —          | —      | —      | —      | —       | —       | —       | —          | —          | —          | 78          | —           | —           | —       | —       | —       | —       | —       | —       | —       | —       | —       | —           | —           | —           | —            | —            | —            | 0        | 0        |          |

| 2012–2013 | Естерсунд | Естерсунд | Естерсунд | Естерсунд | Гохфільцен | Гохфільцен | Гохфільцен | Поклюка | Поклюка | Поклюка | Обергоф | Обергоф | Обергоф | Рупольдінг | Рупольдінг | Рупольдінг | Антерсельва | Антерсельва | Антерсельва | ЧС Нове Место | ЧС Нове Место | ЧС Нове Место | ЧС Нове Место | ЧС Нове Место | ЧС Нове Место | Сочі | Сочі | Сочі | Ханти-Мансійськ | Ханти-Мансійськ | Ханти-Мансійськ | Хольменколен | Хольменколен | Хольменколен | Підсумки | Підсумки | Підсумки |
| 2012–2013 | ЗМ        | Інд       | Спр       | Пер       | Спр        | Ест        | Пер        | Ест     | Спр     | Пер     | Спр     | Пер     | МС      | Ест        | Інд        | Пер        | Спр         | Пер         | Ест         | Спр           | Пер           | Інд           | МС            | ЗМ            | Ест           | Спр  | Інд  | Ест  | Спр             | Пер             | МС              | Спр          | Пер          | МС           | Очок     | Місце    |          |
| 2012–2013 | —         | —         | —         | —         | —          | —          | —          | —       | —       | —       | —       | —       | —       | —          | —          | —          | 37          | 32          | —           | 63            | —             | —             | —             | —             | —             | 79   | —    | —    | —               | —               | —               | —            | —            | —            | 13       | 82       |          |